# Проезд Главмосстроя
Проезд Главмосстро́я — улица на западе Москвы в районе Хорошёво-Мнёвники Северо-Западного административного округа от улицы Нижние Мнёвники, находится на искусственном острове Мневниковская пойма, образованном Москва-рекой и Хорошёвским шлюзом.

## Происхождение названия
Проезд назван в 1994 году по посёлку Главмосстроя, образовавшемуся здесь в 1956—1961 годах и просуществовавшему до начала 1990-х годов (Главмосстрой специализируется на комплексном строительстве жилых кварталов).

## Описание
Проезд Главмосстроя, как и деревня Терехово, снесённый посёлок Главмосстроя и улица Нижние Мнёвники, находится на территории Мнёвниковской поймы — искусственном острове, образованном излучиной Москвы-реки и Карамышевским спрямлением.

## Транспорт
- Автобус № 38 существовал с довоенных времён[1]. Сам же маршрут выглядел наследием тех времён, когда в Хорошёво-Мневниках другого транспорта не было — так и было в 1960 году, тогда он начинался от ст.м.«Белорусская», проходил мимо ст.м.«Краснопресненская», по Беговой улице, проспекту маршала Жукова, Верхним Мнёвникам, и далее уже шёл в Мнёвниковскую пойму, в деревню Терехово.Также были отдельные рейсы с заездом в посёлок Главмосстроя. Автобус был отменён 1 февраля 2014 года.
- В настоящее время транспорт проходит по трассе улицы Нижние Мнёвники (в стороне от посёлка Главмосстроя). От ст.м.«Полежаевская» — автобусы 271 (до ост. «Крылатское») и 391 (до ст.м.«Молодёжная»), от ст.м.«Сокол» — автобусы 691 (до ст.м.«Молодёжная») и т19 (до ост. «Крылатское»), до остановки «Клуб» (раньше там действительно находился деревенский клуб). В 2010 году остановка переименована в «Проезд Главмосстроя».
- До 12 мая 2010 года сюда ходил автобус № 243 и здесь была его конечная остановка[2].
- С 11:30 мск 1 апреля 2021 года по улице направлен автобус № 324 ( Мнёвники - Крылатское).